# Peyremale
Peyremale är en kommun i departementet Gard i regionen Occitanien i södra Frankrike. Kommunen ligger i kantonen Bessèges som tillhör arrondissementet Alès. År 2022 hade Peyremale 272 invånare.

## Befolkningsutveckling
Antalet invånare i kommunen Peyremale
Referens:INSEE